# Beuzeville-la-Bastille
Beuzeville-la-Bastille és un municipi francès situat al departament de la Manche i a la regió de Normandia. L'any 2007 tenia 149 habitants.

## Demografia

### Població
El 2007 la població de fet de Beuzeville-la-Bastille era de 149 persones. Hi havia 80 famílies de les quals 36 eren unipersonals (16 homes vivint sols i 20 dones vivint soles), 24 parelles sense fills, 16 parelles amb fills i 4 famílies monoparentals amb fills.
La població ha evolucionat segons el següent gràfic:
Habitants censats

### Habitatges
El 2007 hi havia 94 habitatges, 77 eren l'habitatge principal de la família, 12 eren segones residències i 4 estaven desocupats. 89 eren cases i 1 era un apartament. Dels 77 habitatges principals, 62 estaven ocupats pels seus propietaris, 14 estaven llogats i ocupats pels llogaters i 1 estava cedit a títol gratuït; 3 tenien una cambra, 3 en tenien dues, 15 en tenien tres, 17 en tenien quatre i 39 en tenien cinc o més. 49 habitatges disposaven pel capbaix d'una plaça de pàrquing. A 38 habitatges hi havia un automòbil i a 26 n'hi havia dos o més.

### Piràmide de població
La piràmide de població per edats i sexe el 2009 era:
| Homes | Edats   | Dones |
| ----- | ------- | ----- |
| 0     | 95 o +  | 0     |
| 0     | 90 a 94 | 4     |
| 4     | 85 a 89 | 0     |
| 0     | 80 a 84 | 0     |
| 0     | 75 a 79 | 4     |
| 4     | 70 a 74 | 4     |
| 4     | 65 a 69 | 8     |
| 0     | 60 a 64 | 8     |
| 4     | 55 a 59 | 0     |
| 4     | 50 a 54 | 4     |
| 8     | 45 a 49 | 16    |
| 8     | 40 a 44 | 8     |
| 12    | 35 a 39 | 4     |
| 0     | 30 a 34 | 8     |
| 0     | 25 a 29 | 0     |
| 8     | 20 a 24 | 0     |
| 4     | 15 a 19 | 8     |
| 16    | 10 a 14 | 4     |
| 4     | 5 a 9   | 0     |
| 0     | 0 a 4   | 4     |

## Economia
El 2007 la població en edat de treballar era de 102 persones, 72 eren actives i 30 eren inactives. De les 72 persones actives 71 estaven ocupades (37 homes i 34 dones) i 1 aturada (1 dona i 1 dona). De les 30 persones inactives 13 estaven jubilades, 9 estaven estudiant i 8 estaven classificades com a «altres inactius».

### Ingressos
El 2009 a Beuzeville-la-Bastille hi havia 72 unitats fiscals que integraven 139 persones, la mediana anual d'ingressos fiscals per persona era de 18.874 €.

### Activitats econòmiques
Dels 6 establiments que hi havia el 2007, 1 era d'una empresa de fabricació d'altres productes industrials, 2 d'empreses de construcció, 1 d'una empresa de comerç i reparació d'automòbils, 1 d'una empresa d'informació i comunicació i 1 d'una entitat de l'administració pública.
Dels 2 establiments de servei als particulars que hi havia el 2009, 1 era un paleta i 1 electricista.
L'any 2000 a Beuzeville-la-Bastille hi havia 5 explotacions agrícoles.

## Poblacions més properes
El següent diagrama mostra les poblacions més properes.